# Tmesisternus superans
Tmesisternus superans är en skalbaggsart som först beskrevs av Francis Polkinghorne Pascoe 1867.  Tmesisternus superans ingår i släktet Tmesisternus och familjen långhorningar.
Artens utbredningsområde är Irian Jaya. Inga underarter finns listade i Catalogue of Life.